# 朗德格羅夫鎮區 (印地安納州懷特縣)
朗德格羅夫鎮區（英語：Round Grove Township）是位於美國印地安納州懷特縣的一個行政鎮區。

## 地方資料
根據2010年美國人口普查的數據，朗德格羅夫鎮區的面積為92.00平方千米，當中陸地面積為91.90平方千米，而水域面積為0.10平方千米。當地共有人口259人，而人口密度為每平方千米2.82人。